# Pica-pau

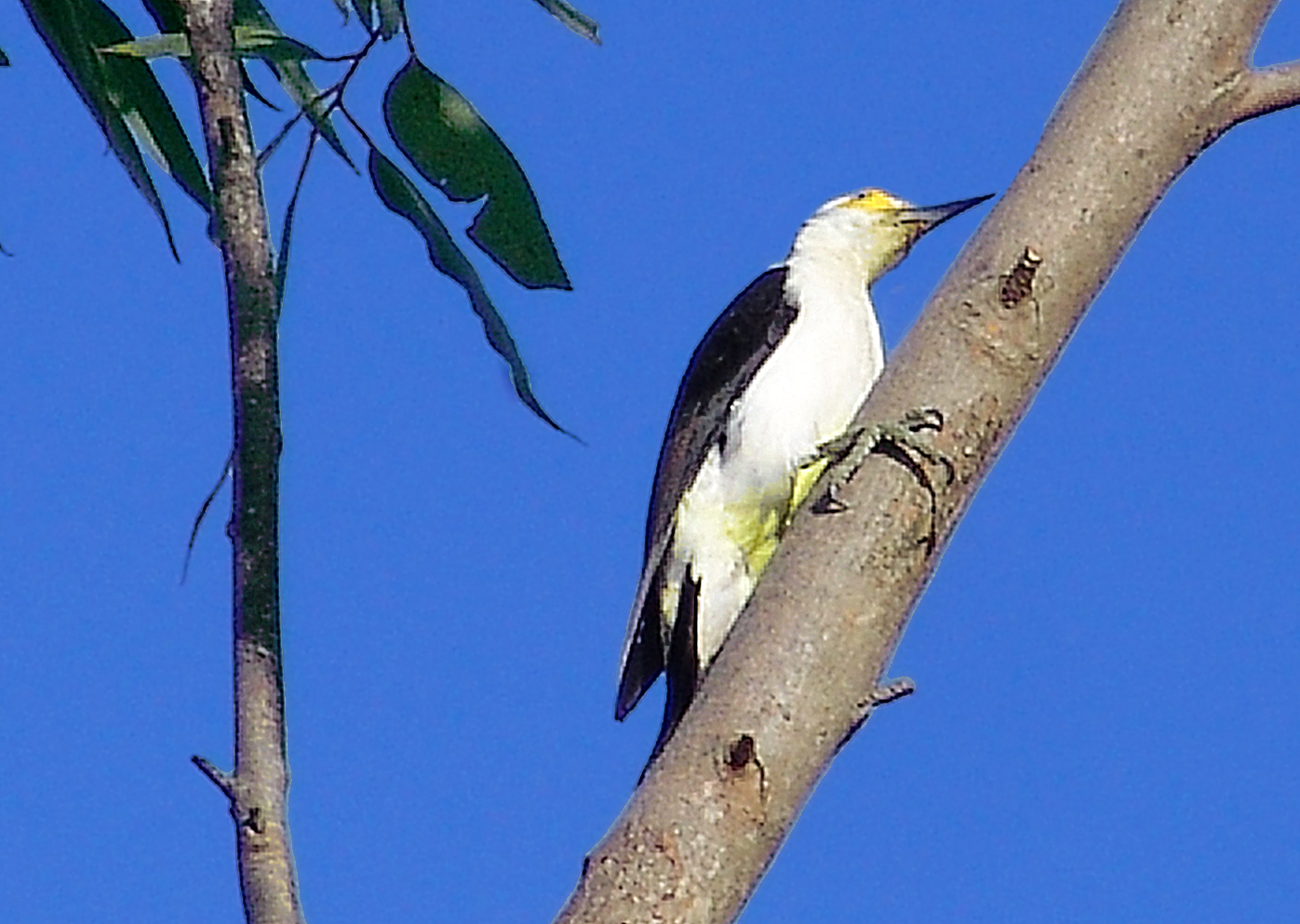
Pica-pau-branco

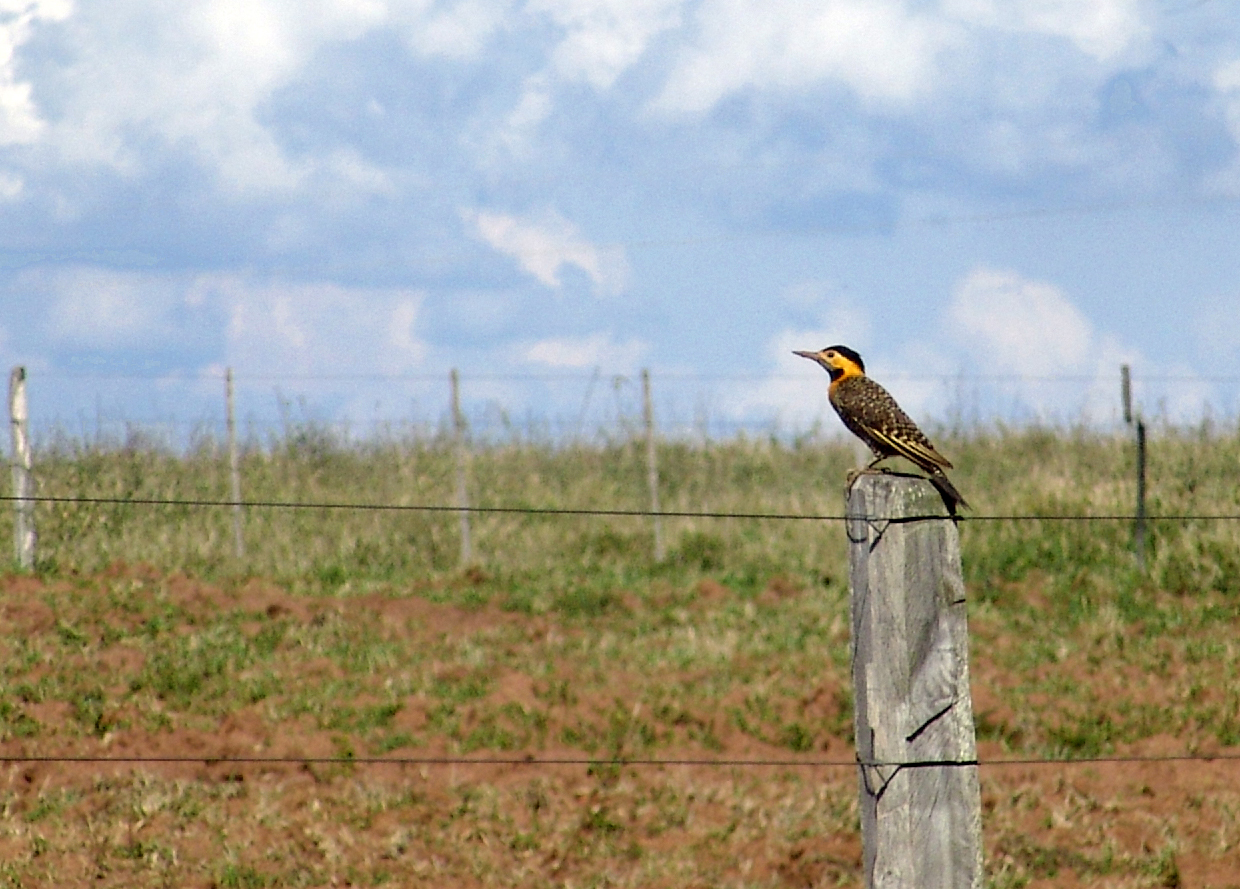
Pica-pau (chanchã)

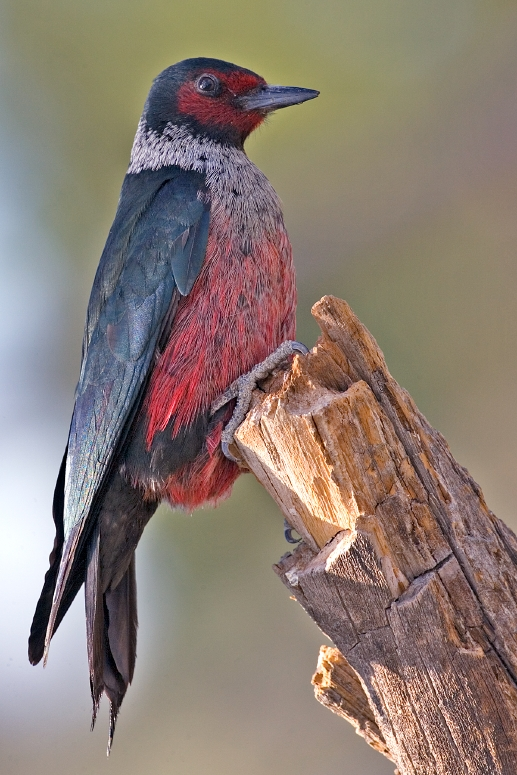
Pica-pau-de-lewis

O pica-pau, também chamado peto, picapau, ipecu, carapina e pinica-pau, é uma ave da ordem Piciformes, da família Picidae, de tamanho pequeno a médio, com penas coloridas e, na maioria dos machos, com uma crista vermelha. Suas patas possuem dois dedos voltados para frente e dois dedos voltados para trás, o que o auxilia a se agarrar nos troncos de árvores. É endêmico no Brasil. Vive em bosques onde faz seus ninhos abrindo uma cavidade nos troncos das árvores, sendo esse o motivo da nomenclatura "pica-pau". Ele é capaz de dar 100 bicadas por minuto no tronco de uma árvore. Alimentam-se principalmente de larvas de insetos que estão dentro dos troncos de árvores, alargando a cavidade onde se encontram as larvas com seu poderoso bico e introduzindo sua língua longa e umedecida pelas glândulas salivares. Os ninhos são escavados em troncos de árvores o mais alto possível para proteção contra predadores. Os ovos dos pica-paus, de 4 a 5, são chocados pela fêmea e também pelo macho durante 20 dias.

## Etimologia
"Pica-pau", "picapau" e "pinica-pau" são referências a seu hábito de perfurar a madeira das árvores com seu bico para capturar larvas e insetos e para construir ninhos. "Ipecu" vem do tupi ïpe'ku. "Carapina" vem do tupi kara'pina.

## Géneros
A família é composta por 36 géneros diferentes:

- Jynx - torcicolos
- Picumnus - picapauzinhos
- Sasia - picapauzinhos
- Nesoctites - picapauzinho-das-antilhas
- Hemicircus - pica-paus
- Melanerpes - beneditos e pica-paus
- Sphyrapicus - pica-paus
- Xiphidiopicus - pica-pau-verde-cubano
- Pardipicus- pica-paus
- Geocolaptes - pica-pau-das-rochas
- Campethera- pica-paus
- Yungipicus - piquinhos
- Picoides - pica-paus
- Dendrocoptes - pica-paus
- Leiopicus - pica-pau-marata
- Chloropicus - pica-paus
- Dendropicos - pica-paus
- Dryobates - pica-paus
- Veniliornis - pica-paus
- Leuconotopicus - pica-paus
- Dendrocopos - pica-paus
- Piculus - pica-paus
- Colaptes - pica-paus
- Celeus - pica-paus
- Dryocopus - pica-paus
- Campephilus -  pica-paus
- Chrysophlegma - petos
- Picus - petos
- Dinopium - petos
- Chrysocolaptes - petos
- Gecinulus - pica-bambu
- Blythipicus - pica-paus
- Reinwardtipicus - pica-pau-de-dorso-laranja
- Micropternus - pica-pau-ruivo
- Meiglyptes - pica-paus
- Mulleripicus - pica-troncos

## Na cultura popular
Em alguns episódios da série homónima, o personagem Pica-Pau é costumeiramente identificado como um Campephilus principalis, o Pica-pau-bico-de-marfim . E o nome de pica-pau dado aos membros da guarda que combateu para a facção dos ximangos foi pelos seus uniformes, que possuíam cores muito semelhante à plumagem de certas espécies desta ave .